# Dingko Singh
Ngangom Dingko Singh (* 1. Januar 1979 in Sekta, Manipur; † 10. Juni 2021 ebenda) war ein indischer Boxer.

## Werdegang
Dingko Singh wurde als Sohn einer armen Familie geboren und hatte 1997 seine ersten internationalen Kämpfe und gewann im gleichen Jahr den King’s Cup in Bangkok. Seinen größten Erfolg feierte Singh bei den Asienspielen 1998, wo er die Goldmedaille gewann. Bei den Olympischen Sommerspielen 2000 in Sydney schied er im Achtelfinale des Bantamgewichtsturniers gegen den Ukrainer Serhij Daniltschenko aus und belegte im Endklassement den 9. Rang.
Für seine Verdienste im indischen Boxsport wurde Singh 1998 mit dem Arjuna Award und 2013 mit dem Padma Shri ausgezeichnet.
2017 erkrankte Singh an Krebs, im Juni 2021 starb er im Alter von 42 Jahren an den Folgen dieser Krankheit. Zuvor war er an COVID-19 erkrankt, erholte sich jedoch von dieser Krankheit.